# Calathea dodsonii
Calathea dodsonii är en strimbladsväxtart som beskrevs av H.A.Kenn. Calathea dodsonii ingår i släktet Calathea och familjen strimbladsväxter. Inga underarter finns listade.